# لين كينسلا
لين كينسلا (بالإنجليزية: Len Kinsella)‏ هو لاعب كرة قدم بريطاني، ولد في 14 مايو 1946 في Alexandria, West Dunbartonshire ‏ في المملكة المتحدة. لعب مع نادي بيرنلي ونادي روتشديل ونادي كارلايل يونايتد.